# Siedlce
Siedlce és una ciutat del voivodat de Masòvia, a l'est de Polònia. Segons el cens del 2013, Siedlce té 76.438 habitants.

## Història
La primera menció de la vila data de 1448. Siedlce rebé els drets de ciutat el 1547. Siedlce experimentà un bon període cultural i econòmic en els temps d'Alexandra Ogiński de la família Czartoryski. Ella heretà la ciutat després de la mort del seu pare el 1775. Gràcies a ella, Siedlce esdevingué un dels centres culturals més importants de Polònia. Per als espectacles organitzats en la ciutat hi era convidada l'elit del país. El rei Estanislau II de Polònia era rebut sovint per la duquessa Ogiński.
Després de la recuperació de la independència polonesa el 1918 la ciutat es desenvolupà novament. En el període d'entreguerres Siedlce era un gran mercat de treball en la regió. Durant la Segona Guerra Mundial Siedlce fou una zona d'activitat de la guerrilla polonesa. Més del 50% dels seus edificis quedaren destruïts. De 1975 a 1998, la ciutat fou la capital del voivodat de Siedlce. Un dels principals esdeveniments de la Siedlce contemporània fou la visita del Papa Joan Pau II el 1999.

## Personalitats lligades
- Artur Boruc, (1980-), futbolista.

## Ciutats agermanades
- Kírov, Rússia
- Nevers, França
- Sabinov, Eslovàquia
- Regió de Vílnius, Lituània